# Лыжник, Владимир Андреевич
Владимир Андреевич Лыжник — советский хозяйственный, государственный и политический деятель, Герой Социалистического Труда.

## Биография
Родился в 1933 году в Криничанском районе. Член КПСС.
С 1953 года — на хозяйственной, общественной и политической работе. В 1953—1993 гг. — колхозник, военнослужащий Советской армии, агроном, заместитель председателя колхоза, председатель колхоза «Прогресс» в селе Мирном Криничанского района Днепропетровской области.
Указом Президиума Верховного Совета СССР от 17 августа 1988 года присвоено звание Героя Социалистического Труда с вручением ордена Ленина и золотой медали «Серп и Молот».
Жил в селе Мирном Криничанского района Днепропетровской области..